# Dactylothyrea flavicornis
Dactylothyrea flavicornis är en tvåvingeart som beskrevs av Curtis W. Sabrosky 1979. Dactylothyrea flavicornis ingår i släktet Dactylothyrea och familjen fritflugor. Inga underarter finns listade i Catalogue of Life.